# Giuliano Bonfante
Pour les articles homonymes, voir Bonfante.
Giuliano Bonfante, né à Milan le 6 août 1904 et mort à Rome le 9 septembre 2005, est un linguiste italien.

## Biographie
Né à Milan le 6 août 1904, Giuliano Ugo Bonfante est le fils du juriste Pietro Bonfante. 
Il étudie les langues indo-européennes. Professeur de linguistique, il est un éminent expert des langues indo-européennes ainsi que des langues mortes, comme l'étrusque, le hittite et d'autres langues italiques. À l'arrivée au pouvoir du fascisme, il quitte l'Italie et enseigne à Genève et, par la suite, aux États-Unis. Après la Seconde Guerre mondiale, il rentre en Italie, où il enseigne la linguistique, d'abord à l'université de Gênes, dont il devient doyen, et ensuite à celle de Turin, où il termine sa carrière. Il collabore également avec sa fille Larissa dans l'étude de la civilisation étrusque. En 1958, il devient membre de l'Académie des Lyncéens. Il est aussi membre de l'Académie polonaise des sciences[réf. souhaitée] et lauréat de la Bourse Guggenheim[réf. souhaitée].
En 2000, à 96 ans, il intervient une ultime fois publiquement pour épingler l'emploi d'une forme fautive d'un passé simple par Umberto Eco dans son roman Baudolino,.
Il meurt à Rome le 9 septembre 2005, à l'âge de 101 ans.

## Ouvrages
- Della Intonazione sillabica indoeuropea (1930)
- Storia del diritto romano, 2 v. (1958-59)
- Lingua e cultura degli Etruschi (1985)
- La lingua parlata d'Orazio (1994)
- L'origine des langues romanes : étapes du développement de l'Amérique (1999)
- La langue étrusque : une introduction (avec Larissa Bonfante) (1983, éd. rev. 2002)